# فنادق كونراد
فنادق ومنتجعات كونراد (بالإنجليزية: Conrad Hotels)‏، هي علامة تجارية دولية لسلسلة من الفنادق والمنتجعات الفاخرة التي تملكها وتديرها هيلتون العالمية. وتعتبر كونراد الفاخرة العلامة التجارية الرائدة في عائلة فنادق هيلتون، وسميت كونراد باسم مؤسس الشركة كونراد هيلتون، وحتى حلت محله مجموعة والدورف استوريا في عام 2006.

## وصلات خارجية
- الموقع الإلكتروني